# Владислав Карамфилов
Владислав Карамфилов, по-известен като Влади Въргала, е български актьор и режисьор.

## Биография
Роден е през 11 август 1967 г. в Силистра. Завършва НАТФИЗ със специалност „Актьорско майсторство“ за драматичен театър в класа на проф. Стефан Данаилов през 1992 г., след което учи и кинорежисура при Христо Христов, но не завършва. Известен е като един от най-заклетите привърженици на Левски (София).

## Телевизионни предавания
В началото на 90-те години на 20-и век е поканен от Нидал Алгафари да се присъедини към новопоявилото се студентско предаване „Ку-ку“ и започва да прави първите комедийни скечове в него. Един от образите в които се превъплъщава е далавераджията Влади Въргала от „Магурата“. Впоследствие е поканен от Нери Терзиева да прави собствено шоу по Ефир 2, което е кръстено „Коктейлите на Влади“. Тогава Карамфилов напуска „Ку-ку“, но актьорите от двете предавания си гостуват.
През годините участва също във:
- „Пирон“ – предаване със скрита камера, заедно с Август Попов и Михаил Ланджев.[2]
- „Шаш“ – реализирано с Илиян Джевелеков и Матей Константинов (продуценти на филма от 2008 г. „Дзифт“).[2]
- „Сладко отмъщение“ – също предаване със скрита камера[2]
- „Царете на комедията“[1]

## Филми и други
През 2011 г. е премиерата на филма му Операция „Шменти капели“, който той прави по своята пиеса „BG-WC – Моят дом е моята крепост“,
Владислав Карамфилов е и автор, режисьор и изпълнител на главната роля във филма „Пантуди“.
Продуцира музикалната група съставена от (по-късно вече бивши) затворници „Отряд 13“.

## Филмография
- Гунди (2024) - Георги Генов – Джогата (треньор на Ботев Пловдив)
- Съни Бийч (2022-2024) - Ростислав
- Шменти Капели: Легендата (2013), телевизионен сериал, излъчван по TV7
- Пистолет, куфар и 3 смърдящи варела (2012) – Кума
- Операция „Шменти капели“ (2011) - Цеко Цеков/Карадуру Халил Стефан Чожум Иванов
- Търси се екстрасенс (тв, 2001) – мутра
- Ерих Райтерер (тв, 1999) – Ерих Райтерер/студентът/непознатият
- Търг (тв, 1992) – циганинът (не е посочен в надписите на филма)
- Не затваряй очи (2024) - в ролята на собственик на автокъща